# Bruk (Dzierzgoń)
Bruk (deutsch Bruch) ist ein Ort in der Stadt-und-Land-Gemeinde Dzierzgoń (Christburg) im Powiat Sztumski (Stuhm) der polnischen Woiwodschaft Pommern.

## Geographische Lage
Das Dorf liegt im ehemaligen Westpreußen, etwa 18 Kilometer ostnordöstlich von Stuhm (Sztum), 20 Kilometer ostsüdöstlich von Marienburg (Malbork) und sechs Kilometer nordnordwestlich von Christburg (Dzierzgoń).

## Geschichte

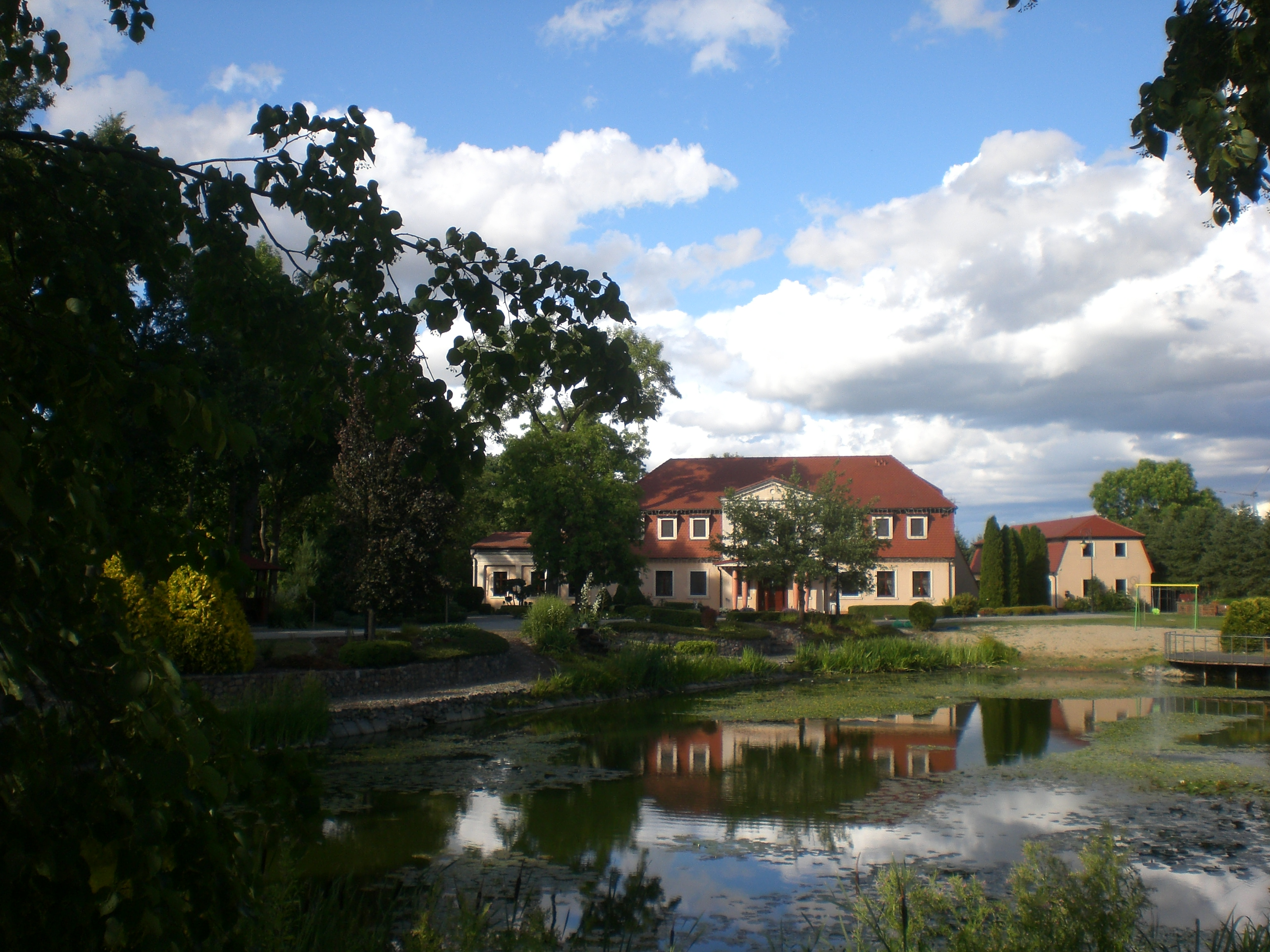
Gutshaus des ehemaligen Guts Bruch (Juli 2023)

Das Gutsdorf wird 1409 als Bruck erwähnt, 1645 als Bruk und noch vor 1871 mit dem Zusatz Adlig. Am 7. Mai 1874 wurde das Dorf namensgebender Ort und Verwaltungssitz des neu errichteten Amtsbezirks Bruch im Landkreis Stuhm im Regierungsbezirk Marienwerder der preußischen Provinz Westpreußen (1919 bis 1939 Regierungsbezirk Westpreußen in der Provinz Ostpreußen, 1939 bis 1945 Regierungsbezirk Marienwerder im Reichsgau Danzig-Westpreußen).
Damals gehörte bereits der Nachbarort Bebersbruch (polnisch: Bobrowo) dazu.
Besitzer des Ritterguts Bruch um 1896 war Heinrich Baum, Dietzdorf, der es an einen Lübbert verpachtet hatte.
Am 1. April 1927 hatte der Gutsbezirk Bruch eine Flächengröße von 343 Hektar.
1928 wurde der Gutsbezirk Bruch in eine Landgemeinde umgewandelt und die Dörfer Bruch’sche Niederung, Czeskawolla, Petershof und Sandhuben eingemeindet.
1945 gehörte die Gemeinde Bruch zum Landkreis Stuhm im Regierungsbezirk Marienwerder im Reichsgau Danzig-Westpreußen des Deutschen Reichs. Bruch war Sitz des Amtsbezirks Bruch.
Im Januar 1945 wurde Bruch von der Roten Armee besetzt. Nach Beendigung der Kampfhandlungen wurde die Region seitens der sowjetischen Besatzungsmacht zusammen mit ganz Hinterpommern und der südlichen Hälfte Ostpreußens – militärische Sperrgebiete ausgenommen – der Volksrepublik Polen zur Verwaltung überlassen. Bruch wurde unter der polnischen Ortsbezeichnung „Bruk“ verwaltet. Die einheimische Bevölkerung wurde mit wenigen Ausnahmen von der polnischen Administration aus Bruch vertrieben.
Das Dorf ist heute Sitz eines Schulzenamtes innerhalb der Gmina Dzierzgoń im Powiat Sztumski der Woiwodschaft Pommern (1975–1998 Woiwodschaft Elbląg).

### Demographie
| Jahr | Einwohner | Anmerkungen                                                                                                  |
| ---- | --------- | --- |
| 1783 | –         | adliges Dorf und Vorwerk, zehn Feuerstellen (Haushaltungen), in Westpreußen                                  |
| 1818 | 69        | Hauptgut, adlige Besitzung                                                                                   |
| 1852 | 111       | Gut |
| 1864 | 123       | Rittergut, darunter zehn Evangelische und 113 Katholiken                                                     |
| 1885 | 89        | Gutsbezirk, am 1. Dezember, davon 71 Evangelische und 18 Katholiken                                          |
| 1910 | 138       | Gut, am 1. Dezember, darunter 94 Evangelische und 44 Katholiken; zwölf Personen mit polnischer Muttersprache |
| 1925 | 111       | Gutsbezirk, am 16. Juni                                                                                      |
| 1933 | 303       | Gemeinde |
| 1939 | 305       | [ 10 ] |

## Kirche
Das damalige Bruch und das heutige Bruk war bzw. ist kein Kirchdorf. Die Kirchenmitglieder waren und sind  anderweitigen Pfarrorten zugeordnet.

### Evangelisch
Bis 1945 gehörte Bruch zum evangelischen Kirchspiel Lichtfelde (heute polnisch: Jasna) im Kirchenkreis Marienwerder (Kwidzyn) innerhalb der jeweils bestehenden regionalhen Gliederungen der Kirche der Altpreußischen Union. Heute liegt Bruk im Einzugsbereich der evangelisch-lutherischen Kirche in Pasłęk (Preußisch Holland), einer Filialkirche von Ostróda (Osterode) in der Diözese Masuren der Evangelisch-Augsburgischen Kirche in Polen.

### Katholisch
Vor 1945 waren die katholischen Kirchenglieder Bruchs in die Pfarrei Posilge (heute polnisch: Żuławka Sztumska) eingegliedert, die zum Bistum Ermland gehörte. Heute ist das Nachbardorf Bągart (Baumgarth) Pfarrort, der zum Dekanat Dzierzgoń (Christburg) im Bistum Elbląg (Elbing) der Katholischen Kirche in Polen gehört.

## Verkehr
Der Ort ist über eine Nebenstraße zu erreichen, die Dzierzgoń (Christburg) über die Woiwodschaftsstraße 515 mit Budzisz (Budisch) und Żuławka Sztumska (Posilge) verbindet.
Die ehemals bestehende Staatsbahnstrecke von Małdyty (Maldeuten) nach Malbork (Marienburg) mit der nächsten Bahnstation in Dzierzgoń ist nicht mehr in Betrieb.

## Amtsbezirk Bruch (1874–1945)
Zwischen 1874 und 1945 bildeten mehrere Ortschaften den Amtsbezirk Bruch:
| Name                                    | Polnischer Name  | Bemerkungen                                              |
| --------------------------------------- | ---------------- | -------------------------------------------------------- |
| Landgemeinden:                          |                  |                                                          |
| Bruch’sche Niederung                    | Bruckie Żuławy   | 1928 in die Landgemeinde Bruch eingegliedert             |
| Czewskawolla, 1938–1945: Petersbruch    | Kczewska Wola    | 1928 in die Landgemeinde Bruch eingegliedert             |
| Neuhöferfelde                           | Nowiec           |                                                          |
| Neuburg, bis 1897: Neuhof (Dorf)        | Nowy Dwór        | 1928 in die Landgemeinde Neuhöferfelde eingegliedert     |
| Gutsbezirke:                            |                  |                                                          |
| Bebersbruch                             | Bobrowo          | vor 1900 in den Gutsbezirk Bruch eingegliedert           |
| Bruch                                   | Bruk             | 1928 in eine Landgemeinde umgewandelt                    |
| Damerau                                 | Dąbrówka         | vor 1900 in die Landgemeinde Neuhöferfelde eingegliedert |
| Neuhof (Vorwerk)                        | Nowiny           | 1927 in die Landgemeinde Neuhöferfelde eingegliedert     |
| Neukrug                                 | Nowa Karczma     | vor 1900 in die Landgemeinde Neuhöferfelde eingegliedert |
| Petershof                               | Pawłowo          | 1928 in die Landgemeinde Bruch eingegliedert             |
| Sandhuben                               | Piaski Sztumskie | 1928 in die Landgemeinde Bruch eingegliedert             |
| ab 1929 zum Amtsbezirk Bruch zugehörig: |                  |                                                          |
| Ankemitt                                | Ankamaty         | bis 1929 Amtsbezirk Trankwitz (Trankwice)                |
| Polixen                                 | Poliksy          | bis 1929 Amtsbezirk Trankwitz                            |

Gehörten 1874 noch elf kommunale Einheiten zum Amtsbezirk Bruch, waren es am 1. Januar 1945 nur noch vier: Ankemitt, Bruch, Neuhöferfelde und Polixen.

## Belege
1. ↑  Friedrich Wilhelm Ferdinand Schmitt: Geschichte des Stuhmer Kreises. Thorn 1868, S. 242 (Google Books).
2. 1 2  Rolf Jehke: Amtsbezirk Bruch
3. ↑  C. Leuchs: Adressbuch aller Länder der Erde der Kaufleute, Fabrikanten, Gewerbetreibenden, Gutsbesitzer etc. Band 11a: Westpreussen, Nürnberg 1896, S. 243 (Google Books).
4. 1 2  Kurt Albrecht: Die preußischen Gutsbezirke, in: Zeitschrift des Preussischen Statistischen  Landesamts,  67. Jahrgang, Berlin 1927, S. 344–477, insbesondere S. 382 (Google Books).
5. ↑  Johann Friedrich Goldbeck: Volständige Topographie des Königreichs Preussen. Zweiter Theil welcher die Topographie von West-Preussen enthält. Anhang (mit neu beginnender Seitenzählung): Volständige Topographie vom West-Preußischen Cammer-Departement, Marienwerder 1789, S. 18 (Google Books).
6. ↑  Alexander August Mützell und Leopold Krug: Neues topographisch-statistisch-geographisches Wörterbuch des preussischen Staats. Band 1: A–F, Halle 1821, S. 183, Ziffer 5086 (Google Books).
7. ↑  Topographisch-statistisches Handbuch des Preußischen Staats (Kraatz, Hrsg.). Berlin 1856, S. 74 (Google Books).
8. ↑  Emil Jacobson: Topographisch-statistisches Handbuch für den Regierungsbezirk Marienwerder. Danzig 1868. Ortschaft-Verzeichnis des Regierungsbezirks Marienwerder, S. 196–197, Ziffer 19 (Google Books).
9. ↑  Königliches statistisches Bureau: Gemeindelexikon für das Königreich Preußen. Auf Grund der Volkszählung vom 1. Dezember 1885. Band II: Provinz Westpreußen, Berlin 1887, S. 72–73,  Ziffer 86 (Google Books).
10. 1 2 3  Michael Rademacher: Kreis Stuhm. Online-Material zur Dissertation, Osnabrück 2006. In: eirenicon.com.
11. ↑  Königlich Preußisches Statistisches Landesamt: Gemeindelexikon der Regierungsbezirke Allenstein, Danzig, Marienwerder, Posen, Bromberg und Oppeln. Auf Grund der Volkszählung vom 1. Dezember 1910 und anderer amtlicher Quellen. Berlin 1912, Heft III: Regierungsbezirk Marienwerder, 3. Kreis Deutsch Krone, S. 74–75, Ziffer 80 (Google Books).
12. ↑  Uli Schubert: Gemeindeverzeichnis, Landkreis Stuhm
13. ↑  Das Kirchspiel gehörte von 1817 bis 1832 und 1886 bis 1921 zur Kirchenprovinz Westpreußen mit Sitz in Danzig, 1832 bis 1886 zur Kirchenprovinz Preußen, 1921 bis 1940 zur Kirchenprovinz Ostpreußen, letztere beide mit Sitz in Königsberg in Preußen und dann von 1940 bis 1945 zum Kirchengebiet Danzig-Westpreußen, mit Sitz in Danzig.